# 선주고등학교
선주고등학교(善州高等學校)는 대한민국 경상북도 구미시 봉곡동에 위치한 공립 고등학교이다.

## 학교 연혁
- 2002년 5월 7일 : 선주고등학교 설립인가(30학급)
- 2004년 3월 1일 : 초대 여옥자 교장 취임
- 2006년 3월 1일 : 특수학급 신설(1학급)
- 2011년 3월 1일 : 경상북도교육청 (EBS 교육방송) 시범학교 운영(2년)
- 2011년 3월 1일 : 경상북도교육청 교육과정 자율학교 운영(3년)
- 2012년 3월 1일 : 경상북도교육청 사교육 절감형 창의경영학교 운영(3년)
- 2012년 3월 1일 : 수학ㆍ과학 교과교실제 운영
- 2020년 3월 1일 : 경상북도교육청 민주시민교육 선도학교 운영(2년)
- 2023년 2월 7일 : 제17회 졸업식(273명) 누계 5,847명
- 2023년 3월 2일 : 제20회 입학식(264명)
- 2023년 9월 1일 : 제8대 김성기 교장 부임

## 참고 자료
- 선주고등학교 - 한국교육학술정보원 학교알리미